# Jarosław (Basse-Silésie)
Pour les articles homonymes, voir Jarosław.
Jarosław est une localité polonaise de la gmina d'Udanin, située dans le powiat de Środa Śląska en voïvodie de Basse-Silésie.